# Сегонды
Сегонды — река в России, протекает по Томской области. Устье реки находится в 49 км по левому берегу реки Чурбига. Длина реки составляет 130 км, площадь водосборного бассейна 1090 км². В 89 км от устья, по левому берегу реки впадает река Бурукан.

## Данные водного реестра
По данным государственного водного реестра России относится к Верхнеобскому бассейновому округу, водохозяйственный участок реки — Кеть, речной подбассейн реки — бассейн притоков (Верхней) Оби от Чулыма до Кети. Речной бассейн реки — (Верхняя) Обь до впадения Иртыша.